# Gyöngyhajú lány
Gyöngyhajú lány (Дівчина з перлиновим волоссям) — пісня угорського колективу Omega, записана 1969 року і випущена на альбомі 10 000 lépés. Пісня була дуже популярною в деяких країнах Східної Європи, таких як Польща, Чехословачиина та Болгарія.
Текст пісні написаний Анною Адаміс, музика — Габором Прессером, виконана Яношем Кобором. У 1970 році випущений сингл під назвою «Petróleumlámpa / Gyöngyhajú lány», після чого пісня стала популярною. Група також записала версії пісні іншими мовами: англ. Pearls in her hair, нім. Perlen im Haar.
На пісню зроблено численні кавер-версії, зокрема в Польщі (пол. Dziewczyna o perłowych włosach) та Чехії (чеськ. Dívka s perlami ve vlasech). Також кавер-версію виконував гурт Scorpions (англ. White Dove) та Франком Шобелем (нім. Schreib es mir in den Sand). У 2007 році кавер-версію на цю пісню записала польська група Zakopower (випущено на альбомі Na siedem).